# Neurosedynskandalen

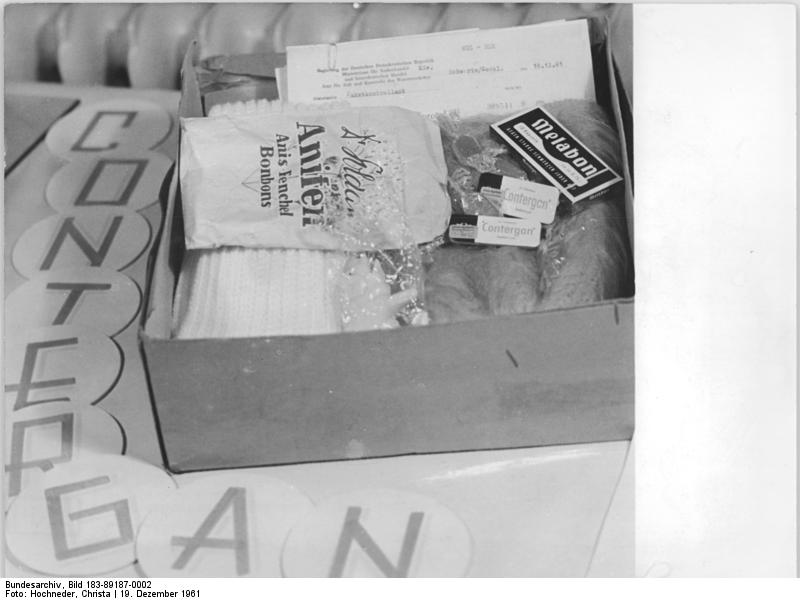
Talidomid blev snabbt mycket populärt i de länder där medlet lanserades. I missriktad välmening smugglades talidomid (under det västtyska varumärket Contergan) av västtyska familjer till släktingar i Östtyskland.

Neurosedynskandalen inträffade under det tidiga 1960-talet då läkemedelssubstansen talidomid, i Sverige marknadsförd av läkemedelsföretaget Astra, under varunamnet Neurosedyn, ledde till födseln av missbildade barn och ett okänt antal fosters död.
Läkemedlet godkändes av Medicinalstyrelsen 1959 och preparatet var ett sömnmedel som bland annat togs av många gravida kvinnor, då det troddes vara säkrare än äldre sömnmedel.
Internationellt är skandalen känd under namnet talidomid, och i Tyskland under det lokala varunamnet Contergan. Det var också i dåvarande Västtyskland som de första larmen om missbildningar rapporterades 1961 och året därpå rapporterades de första fallen i Sverige och Neurosedynet stoppas för försäljning också i Sverige.
Totalt föddes 10 000 missbildade barn i 46 länder. I Sverige föddes 186 missbildade barn. Av dem dog 66 under de två första veckorna efter födelsen. 116 överlevde men med stora missbildningar och långtgående behov av vård och funktionsträning.
2012 bad företaget som utvecklat produkten, Grünenthal, de drabbade om ursäkt.

## Historik
Läkemedlet utvecklades och lanserades 1957 i Tyskland som ett (i jämförelse med dåvarande sömnmedel baserade på barbiturater) "säkert och effektivt" sömnmedel av det tyska företaget Grünenthal. Det lanserades efterhand i ett stort antal länder. I Sverige marknadsfördes det av AB Astra under varumärket Neurosedyn. 
Medlet visade sig dock ge svåra fostermissbildningar om det gavs till gravida under de tre första havandeskapsmånaderna.
De skadliga verkningarna upptäcktes först i Tyskland av barnläkaren Widukind Lenz, som upptäckt många fall av missbildningar. Lenz kontaktade forskningschefen för tillverkaren Grünenthal i november 1961 eftersom han misstänkte att det var deras läkemedel som orsakade skadorna och försäljningen stoppades 24 november 1961. Information om dem spreds sedan till Sverige sent under 1961 och försäljningen stoppades där.
Läkemedlets skadeverkningar bekräftades 1965 och Lenz bidrog till att detta skedde.
Flera länder godkände inte medlet på grund av tveksamheter kring de testresultat som fanns tillgängliga, däribland USA och Frankrike. Medlet hade bland annat testats på gravida apor men i hög dos (varvid foster dog), och i fel fas av graviditeten.

## Toxikologi
Bara den vänstra enantiomeren av Talidomid är fosterskadande. Det hade dock inte hjälpt även om man bara intog den högra enantiomeren som inte gav skador eftersom den i den mänskliga kroppen kan omvandlas till sin motpart och vice versa.

## Rättsligt efterspel
I Sverige samlades föräldrarna i Föreningen för de neurosedynskadade (FFDN). På uppdrag av föreningen, stämde advokaten Henning Sjöström Astra 1965 och 1969 slutade målet med förlikning, där Astra tvingades betala en årlig och indexreglerad summa till varje barn. 
I Tyskland åtalas Chemie Grünenthal av den västtyska staten bland annat för vållande till annans död. Åtalet slutade i en uppgörelse i godo där företaget betalade in ett hundra miljoner tyska mark till en stiftelse som skulle betala ut stöd till de drabbade. 
2004 beslutade regeringen efter en utredning av Justitiekanslern att betala en halv miljon kronor vardera till de drabbade. Detta var en ex gratia, det vill säga en ersättning utan att staten har någon juridisk skyldighet till det.